# 千金良宗三郎
千金良 宗三郎（ちぎら そうざぶろう、1891年7月27日 - 1985年5月19日）は、昭和期の銀行家。三菱銀行頭取、東京銀行頭取、千代田銀行頭取、全国銀行協会連合会会長（2期）、日本銀行政策委員等を歴任。

## 略歴
- 東京市生まれ。
- 1909年
  - 開成中学校卒業。
  - 慶應義塾大学理財科入学、卒業。
- 1913年
  - 三菱合資会社入社。第百十九銀行入行。
  - 岩崎小弥太の世話の下、三菱重工業・岡野保次郎、三菱電機・高杉晋一、三菱鉱業・高木作太、三菱金属・洞仁路之の五人で『金曜会』を発足させる。
- 1948年
  - 三菱銀行頭取就任。
  - 全国銀行協会連合会会長就任。
- 1956年 - 旧軍港市国有財産処理審議会委員就任。
- 1957年 - 日本銀行政策委員に就任。
  - 他、経済団体連合会銀行信托部会（座長）、経済同友会幹事長、東京銀行協会会長、日本ブラジル中央協会募金委員長を歴任。